# حزب خران کردستان عراق
حزب خران نام حزبی در سلیمانیه کردستان عراق است که حدود ۴۰ سال فعالیت داشته و در سال ۲۰۰۵ به صورت رسمی تأسیس شد.

## عمر کلول
یکی از رهبران شناخته شده این حزب به نام عمر کلول درباره مظلومیت خر و درندگی شیر، به ظالم پروری و چاپلوسی بسیاری از مردم در برابر روءسا، مقام‌های بالا یا اشراف اشاره کرده و اینکه برخی از مردم از افراد مظلوم یا بی‌آزار سوءاستفاده کرده و بر گردهٔ آنها نیز سوار می‌شوند و در این باره نیز نام مرسوم «شیردل» را با «خَردِل» (که استفاده نمی‌شود) مقایسه می‌کند. او فکر می‌کند اگر همه مردم مثل خر زندگی می‌کردند دیگر هیچ‌کس، دیگری را نمی‌کشت. وی شعرهای بسیاری را نیز درباره خر سروده است:
| ای خر من و تو هر دو همدردیم |  | هر دو گرفتار دست نامردیم     |
| حال امروز من شاد و آزادم    |  | برایت در تلاشم نرفتی از یادم |

وی در این راه بسیار مورد تمسخر قرار گرفته و آزارها بسیاری نیز دیده است. عمر کلول به تازگی از رهبری این حزب دست کشید.

## دو مجسمه خر در پارک‌های اصلی سلیمانیه
با تلاش عمر کلول و در آوریل سال ۲۰۱۲، برای قدردانی از تلاش‌های خرها در مبارزه کردها علیه رژیم عربی سوسیالیستی بعث صدام حسین، شهرداری سلیمانیه دو مجسمه خر را در پارک‌های اصلی شهر قرار داد که در ۲۴ام همان ماه خبر حمله به یکی از مجسمه‌های برنز نیز منتشر شد.

## خر در احزاب دیگر

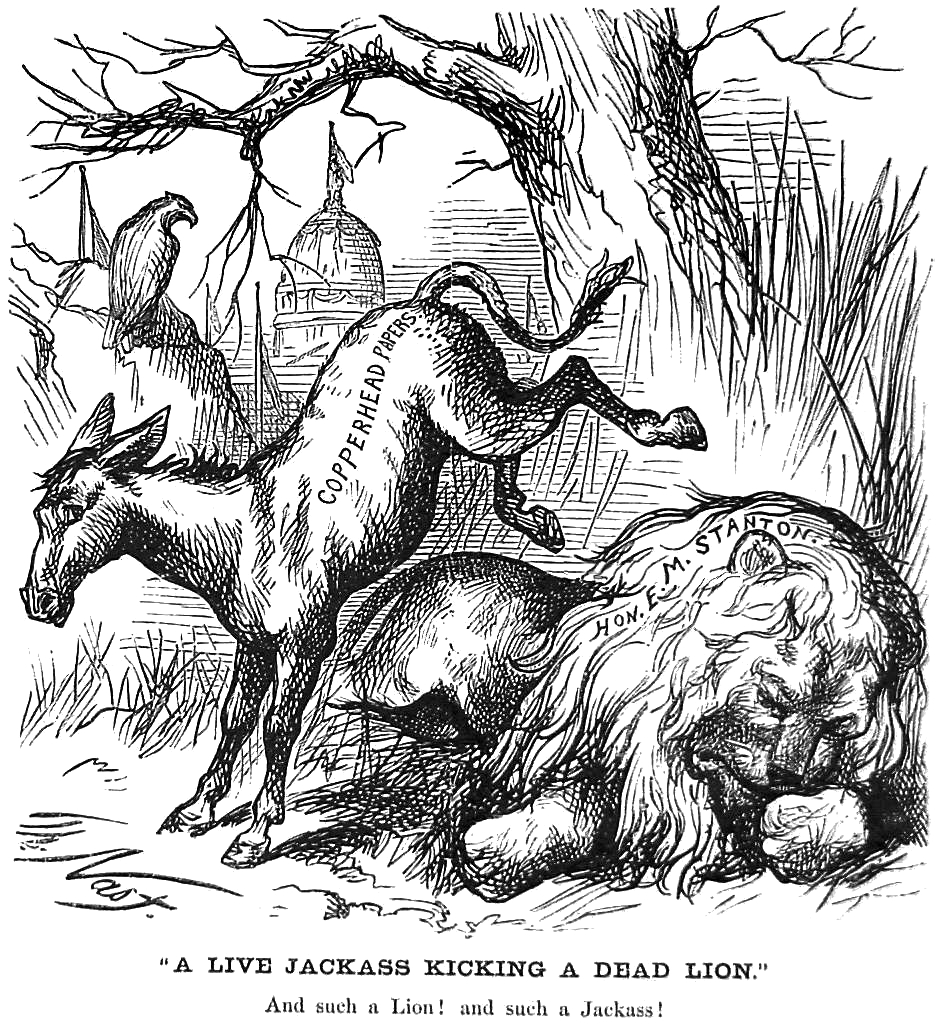
«یک خر زنده در حال لگد زدن به یک شیر مرده» طراحی شده توسط توماس نست. مجله هفتگی هارپر، ۱۹ ژانویه ۱۸۷۰.

خر یکی از نشان‌های نیمه رسمی و ماندگار حزب دموکرات ایالات متحده آمریکا نیز بوده است که در حالتی مشابه، کاریکاتوری از توماس نست در مجله هفتگی هارپر خری زنده را در حال لگد زدن به یک شیر مرده به تصویر می‌کشید. اندرو جکسون اولین رئیس جمهور دموکرات ایالات متحده و یکی از دو اولین رهبر برجسته این حزب بود، دشمنان او نام او را به جک‌اس یا خر تحریف کردند تا حزب او را مورد تمسخر قرار دهند اما حزب دموکرات از این نام و نشان به خوبی استقبال کرد.